# DFB-Jugend-Kicker-Pokal 1991/92
Der DFB-Jugend-Kicker-Pokal 1992 war die 6. Auflage dieses Wettbewerbes. Sieger wurde der FC Augsburg, der im Finale Eintracht Braunschweig mit 1:1 nach Verlängerung und 6:5 im Elfmeterschießen besiegte. Damit verteidigten die Augsburger ihren Titel aus dem Vorjahr. Erstmals nahmen an der Endrunde Mannschaften aus den Neuen Bundesländern teil.

## Teilnehmende Mannschaften
| Regionalverband Nord | Regionalverband West                                                                                          | Regionalverband Südwest                                                                | Regionalverband Süd | Regionalverband Nordost |
| - Schleswig-Holstein: VfB Lübeck - Hamburg: FC St. Pauli - Bremen: OSC Bremerhaven - Niedersachsen: Eintracht Braunschweig | - Westfalen: TuS Paderborn-Neuhaus - Mittelrhein: Bayer 04 Leverkusen - Niederrhein: Borussia Mönchengladbach | - Rheinland: Spvgg Andernach - Südwest: Eintracht Bad Kreuznach - Saarland: FC Nalbach | - Hessen: SV Darmstadt 98 - Baden: SV Sandhausen - Südbaden: FC Konstanz - Württemberg: VfR Heilbronn - Bayern: FC Augsburg | - Mecklenburg-Vorpommern: VfL Rostock - Brandenburg: BSV Stahl Brandenburg - Berlin: FC Berlin - Sachsen-Anhalt: Hallescher FC - Thüringen: SV 1990 Altenburg - Sachsen: Chemnitzer FC |

## Vorrunde
| Gruppe Nord-West:   |                 |        |                       |
| So 24.05., 11:00    | OSC Bremerhaven | 0:1    | VfL Rostock           |
| So 24.05., 14:00    | FC St. Pauli    | [1]2:3 | FC Berlin             |
| So 24.05., 11:00    | VfB Lübeck      | 1:3    | TuS Paderborn-Neuhaus |
| Gruppe Süd-Südwest: |                 |        |                       |
| So 24.05., 10:30    | FC Nalbach      | 0:7    | FC Augsburg           |
| So 24.05., 11:00    | SpVgg Andernach | 0:4    | SV Sandhausen         |

1. ↑  Das Spiel wurde für St. Pauli gewertet, da der FC Berlin zu viele Spieler (3) einwechselte.

## Achtelfinale
| Gruppe Nord-West:   |                        |       |                            |
| So 31.05., 11:00    | VfL Rostock            | 0:3   | Borussia Mönchengladbach   |
| So 31.05., 11:00    | Eintracht Braunschweig | 4:2   | BSV Stahl Brandenburg      |
| So 31.05., 12:45    | FC St. Pauli           | 1:4   | TSV Bayer 04 Leverkusen    |
| So 31.05., 11:00    | TuS Paderborn-Neuhaus  | 2:0   | Hallescher FC              |
| Gruppe Süd-Südwest: |                        |       |                            |
| So 31.05., 13:00    | SV Darmstadt 98        | 1:2   | Chemnitzer FC              |
| So 31.05., 10:30    | FC Augsburg            | 7:0   | FC Konstanz                |
| So 31.05., 10:30    | VfR Heilbronn          | 10:10 | SV 1990 Altenburg          |
| So 31.05., 10:30    | SV Sandhausen          | 4:3   | SG Eintracht Bad Kreuznach |

## Viertelfinale
| Gruppe Nord-West:   |                          |                       |                        |
| So 14.06., 11:00    | Borussia Mönchengladbach | 2:3                   | Eintracht Braunschweig |
| Sa 13.06., 17:30    | TSV Bayer 04 Leverkusen  | 5:0                   | TuS Paderborn-Neuhaus  |
| Gruppe Süd-Südwest: |                          |                       |                        |
| So 14.06., 15:00    | Chemnitzer FC            | 1:2                   | FC Augsburg            |
| So 14.06., 10:30    | VfR Heilbronn            | 2:2 n. V. (6:5 i. E.) | SV Sandhausen          |

## Halbfinale
| Gruppe Nord-West:   |                        |           |                         |
| So 21.06., 11:00    | Eintracht Braunschweig | 4:2 n. V. | TSV Bayer 04 Leverkusen |
| Gruppe Süd-Südwest: |                        |           |                         |
| So 21.06., 10:30    | FC Augsburg            | 8:2       | VfR Heilbronn           |

## Finale
| Paarung                | FC Augsburg – Eintracht Braunschweig |
| Ergebnis               | 1:1 n. V. (1:1, 0:0), 6:5 i. E. |
| Datum                  | 27. Juni 1992 |
| Stadion                | Rosenaustadion, Augsburg |
| Zuschauer              | 1.200 |
| Schiedsrichter         | Karl-Heinz Gläser (Breitungen/Werra) |
| Tore                   | 0:1 Rouven Lütke (48.) 1:1 Mario Söhner (54.) Elfmeterschießen: 1:0 Thomas Tuchel Grieger vorbei 2:0 Markus Hammerl 2:1 Daniel Simon 3:1 Michael Rösele 3:2 Thorsten Demel Oliver Stegmayer vorbei 3:3 Hakan Aydogan 4:3 Ali Hanoglu 4:4 Ingo Vandreike 5:4 Michael Stiller 5:5 Mike Flache 6:5 Harald Gfreiter Michael Fuchs hält gegen Roland Weisheit |
| FC Augsburg            | Michael Fuchs – Thomas Tuchel – Turgul Geneci, Günter Heberle – Michael Stiller, Markus Hammerl, Mario Söhner (85. Mair), Harald Gfreiter, Michael Rösele – Ali Hanoglu, Oliver Stegmayer Cheftrainer: Heiner Schuhmann |
| Eintracht Braunschweig | Jens Walter – Mike Flache – Tobias Ziegler, Daniel Simon – Jens Grieger, Rouven Lütke (66. Mike Tetzlaff), Ingo Vandreike, Roland Weisheit, Arne Hoffart – Hakan Aydogan, Jan Bohneberg (70. Thorsten Demel) Cheftrainer: Uwe Kliemann |
| Gelbe Karten           | keine – Ziegler, Aydogan |
| Zeitstrafen            | keine – Tetzlaff |